# 大立光電
大立光電股份有限公司（通稱大立光電、大立光，股號：3008）為台灣光學、光電設備製造商。總部設立於臺中市南屯區台中精科園區，2002年股票上市，自2014年8月至2021年5月為臺灣股王。

## 歷史
1980年，林耀英與陳世卿在臺中市西屯區東海大學對面成立「大根精密光學股份有限公司」。1987年，大根精密再成立大立光電股份有限公司。1990年，遷廠至台中工業區內。2001年，大立光直接併購母公司-大根精密光學，2002年，在臺灣證券交易所掛牌上市。2003年於中國蘇州成立蘇州廠（2019年底撤廠）。2014年4月28日，股市收盤價新台幣1990元新高，打破了國泰人壽在1989年創下的台股紀錄新台幣1975元，並成為股王持續至2021年5月。
2013年，大立光針對三星電子生產販售的Galaxy Note II智慧手機之相機成像鏡頭，共侵犯該公司6項光學鏡頭專利提起訴訟。這6項專利涵蓋鏡頭排列、擷取影像、薄型鏡頭系統、照相鏡頭組裝、攝影光學鏡頭組裝和光學鏡頭系統等。
2016年，集團總部設在台中精密機械園區新廠，後於2017年、2019年購入附近工業用地，朝向廠區集中生產的規劃。
2017年8月24日，股價更一度衝到新台幣6000元的歷史新天價。同年12月6日，智慧財產法院將先進光電竊用大立光電營業秘密並據以申請專利將其營業秘密部分公開一案必須賠償大立光電新台幣15.22億元研發費用，但秘密一旦被公開則已失去祕密的價值，市場反應出後續同業技術競爭更容易坐收漁利，直至2018年4月大立光股價跌至新台幣3000元整，市值損失二分之一（下滑近新台幣三千九百億元）。2018年中，大立光股價一度回升至新台幣5000元以上。

## 外部連結
- 大立光電（页面存档备份，存于）
- 台灣公司資料 （页面存档备份，存于）
- 先進光電侵害大立光電營業秘密判決新聞稿（页面存档备份，存于）